# ウィパーワディー郡
ウィパーワディー郡（ウィパーワディーぐん、タイ語:อำเภอวิภาวดี ）はタイ南部・スラートターニー県にある郡（アムプー）。

## 名称
ウィパーワディーとは王族で小説家のウィパーワディーランシットに由来する。なおウィパーワディーとは「明るさを有するもの」ないし「明るい女性」を意味する。

## 歴史
1992年4月22日キーリーラットニコム郡から二つのタムボンが分離し分郡（キンアムプー）として成立した
2007年5月15日の対政府の決定により81の分郡が郡に昇格することとなった。同年8月24日の官報の発行により公的にウィパーワディー分郡の郡への昇格が確認された
。

## 地理
郡はプーケット山脈の中にあり、これらの一部はクローン・ヤン野生生物保護区、ケン・クルン国立公園として保護されている。郡内の主な水源はヤン川である。
交通は国道4191号線が南北に通っており南にプンピン方面、北にチャイヤー方面とつながっている。東に4262号線が延びておりターチャーン方面とつながっている。

## 経済
郡内の主な産業は、農業やサラリーマンや売り物などの商業である。農業生産として、果物類やパラゴムノキ、アブラヤシの生産が盛んである。

## 行政区分
郡は2つの町（タムボン）に分かれ、さらにその下位に31の村（ムーバーン）がある。自治体（テーサバーン）は設置されていない。また、郡内には2つのタムボン行政体（オンカーンボーリハーンスワンタムボン）が設置されている。
| 1. タムボン・タクックタイ・・・ตำบลตะกุกใต้ 2. タムボン・タクックヌア・・・ตำบลตะกุกเหนือ | 郡内のタムボン |